# Vivo en el limbo (película)
Vivo en el limbo es una película colombiana de 2015 dirigida por Dago García y protagonizada por Álex Martínez, Carlos Mario Rincón, Hugo Luis Urruchurto, Jorge Luis Mejía, Ana Mercado Peña y Sasha Correa. La película está basada en la música de Kaleth Morales, cantante de vallenatos fallecido en 2005, y su título hace referencia al nombre de la canción más famosa de Morales.

## Sinopsis
Efraín Molina es un joven y talentoso cantante que no tuvo el coraje inicialmente de seguir una carrera musical y se refugió en la medicina. Por azares del destino descubre que la famosa canción "La hora de la verdad", cantada por su tío Mincho, fue en realidad escrita por su fallecido padre. Ahora deberá retornar a la música para hacerle justicia al legado de su padre.

## Reparto
- Alex Martínez es Efraín Molina.
- Carlos Mario Rincón Mendoza es Efraín Molina (niño).
- Hugo Luis Urruchurto Navarro es Mincho Amaya.
- Jorge Luis Mejía es Adolfo Molina.
- Ana Mercado Peña es Rosa.
- Sasha Correa Rueda es Angélica.